# Domaháza
Domaháza ist eine ungarische Gemeinde im Kreis Ózd im Komitat Borsod-Abaúj-Zemplén. Ungefähr ein Siebtel der Bewohner zählt zur Volksgruppe der Roma.

## Geografische Lage
Domaháza liegt in Nordungarn, 52 Kilometer nordwestlich des Komitatssitz Miskolc, 15 Kilometer südwestlich der Kreisstadt Ózd an der Grenze zur Slowakei. Domaháza ist die westlichste Gemeinde des Komitats. Nachbargemeinden sind Kissikátor und Zabar.

## Geschichte
Im Jahr 1907 gab es in der damaligen Kleingemeinde 179 Häuser und 881 Einwohner auf einer Fläche von 3077 Katastraljochen. Sie gehörte zu dieser Zeit zum Bezirk Ózd im Komitat Borsod.

## Gemeindepartnerschaft
- Hostice, Slowakei, seit 2000

## Sehenswürdigkeiten
- Römisch-katholische Kirche Árpád-házi Szent Erzsébet

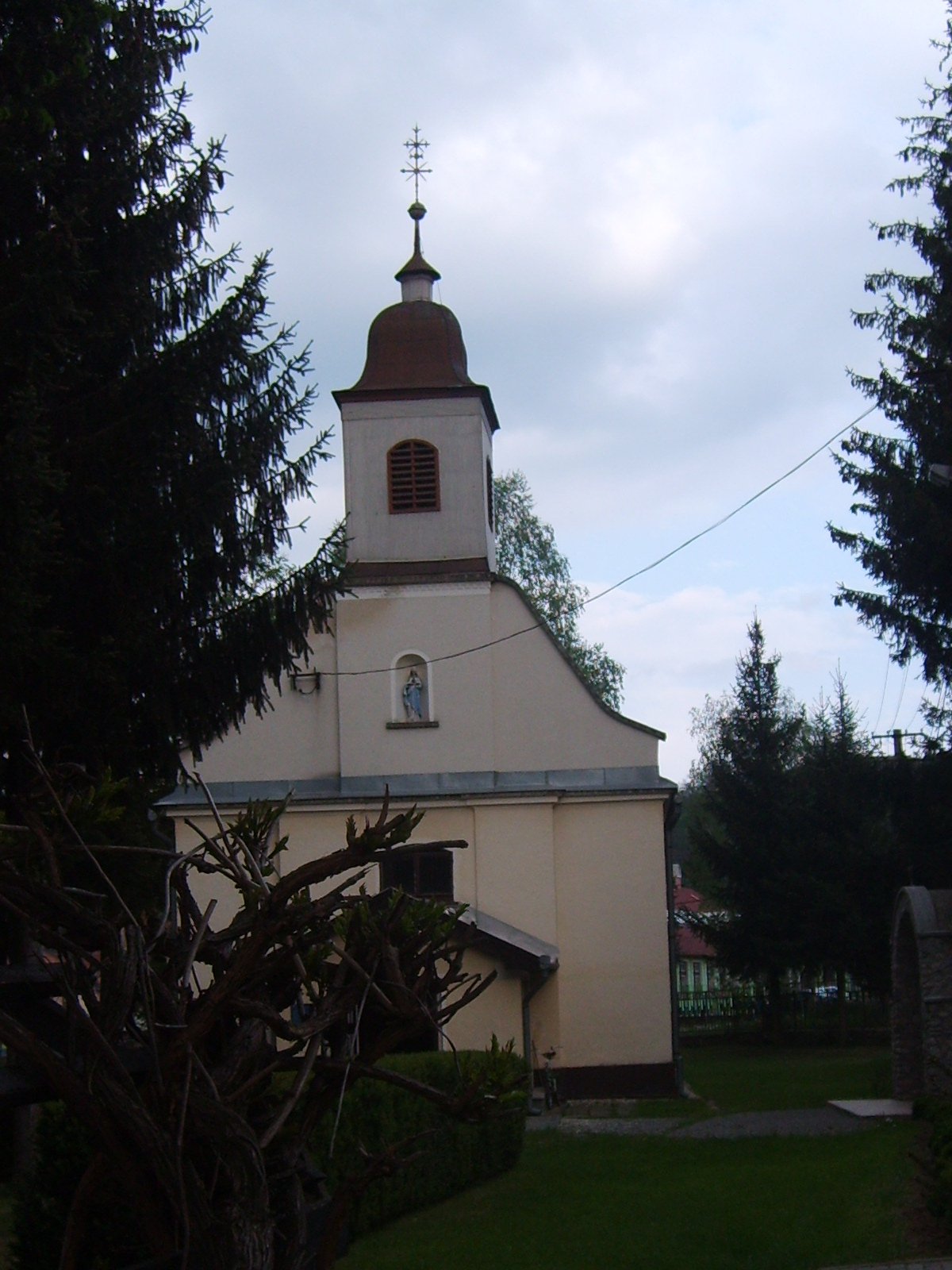
Römisch-katholische Kirche Árpád-házi Szent Erzsébet

## Verkehr
Durch Domaháza verläuft die Landstraße Nr. 2306. Es bestehen Busverbindungen nach Ózd, wo sich der nächstgelegene Bahnhof befindet.